# Erzsébet görög hercegnő
Erzsébet görög hercegnő, hivatalosan Erzsébet görög és dán hercegnő, férjezett Erzsébet törring–jettenbachi grófné (németül: Gräfin Elisabeth zu Törring–Jettenbach; Tatoi, 1904. május 24. – München, 1955. január 11.) görög és dán hercegnő, házassága révén Törring–Jettenbach grófnéja.

## Élete
Erzsébet hercegnő 1904-ben született Miklós görög királyi herceg és Jelena Vlagyimirovna orosz nagyhercegnő második gyermekeként. Apai nagyapja, I. György király dán királyi hercegként született, így utódjai is viselték a dán hercegi címet. Apai nagyanyja, Olga királyné pedig a Romanov-házból származott, akárcsak Erzsébet édesanyja, Jelena nagyhercegnő.
A családban Erzsébet a Woolly becenévre hallgatott gyönyörű, sötét haja miatt. Élete végéig szoros kapcsolatban állt két nővérével, Olgával és Marinával.
A hercegnő remekül értett a festéshez; illetve rajongott a lovaglásért, és a kor egyik híres lovarnőjének és elismert szépségének számított.
1934. január 10-én, a München melletti Seefeld kastély kápolnájában feleségül ment Károly Tivadar törring–jettenbachi grófhoz, aki anyai ágon rokonságban állt Erzsébet belga királynéval. A házasságból két gyermek született:
- Hans Veit gróf (1935. január 11. –), Henrietta Mária hohenlohe–barnsteini hercegnőt vette feleségül
- Ilona Mária grófnő (1937. május 20. –), Ferdinánd osztrák főherceg neje.

Erzsébet hercegnő 1955. január 11-én hunyt el rák következtében München városában, ötvenéves korában.